# Asterigerina
Asterigerina es un género de foraminífero bentónico de la familia Asterigerinidae, de la superfamilia Asterigerinoidea, del suborden Rotaliina y del orden Rotaliida. Su especie tipo es Asterigerina carinata. Su rango cronoestratigráfico abarca desde el Ypresiense (Eoceno inferior) hasta la Actualidad.

## Clasificación
Se han descrito numerosas especies de Asterigerina. Entre las especies más interesantes o más conocidas destacan:
- Asterigerina carinata
- Asterigerina cyclops
- Asterigerina lornensis
- Asterigerina waiareka

Un listado completo de las especies descritas en el género Asterigerina puede verse en el siguiente anexo.